# Plocoglottis
Plocoglottis är ett släkte av orkidéer. Plocoglottis ingår i familjen orkidéer.

## Dottertaxa tillPlocoglottis, i alfabetisk ordning[1]
- Plocoglottis angulata
- Plocoglottis atroviridis
- Plocoglottis bicallosa
- Plocoglottis bicomata
- Plocoglottis bokorensis
- Plocoglottis borneensis
- Plocoglottis confertiflora
- Plocoglottis copelandii
- Plocoglottis dilatata
- Plocoglottis gigantea
- Plocoglottis glaucescens
- Plocoglottis hirta
- Plocoglottis janowskii
- Plocoglottis javanica
- Plocoglottis kaniensis
- Plocoglottis lacuum
- Plocoglottis lancifolia
- Plocoglottis latifrons
- Plocoglottis lobulata
- Plocoglottis loheriana
- Plocoglottis longicuspis
- Plocoglottis lowii
- Plocoglottis lucbanensis
- Plocoglottis maculata
- Plocoglottis mamberamensis
- Plocoglottis mindorensis
- Plocoglottis moluccana
- Plocoglottis neohibernica
- Plocoglottis parviflora
- Plocoglottis plicata
- Plocoglottis pseudomoluccana
- Plocoglottis pubiflora
- Plocoglottis quadrifolia
- Plocoglottis sakiensis
- Plocoglottis seranica
- Plocoglottis sororia
- Plocoglottis sphingoides
- Plocoglottis striata
- Plocoglottis torana
- Plocoglottis torricellensis
- Plocoglottis tropidiifolia